# Müddersheimer Ölmühle

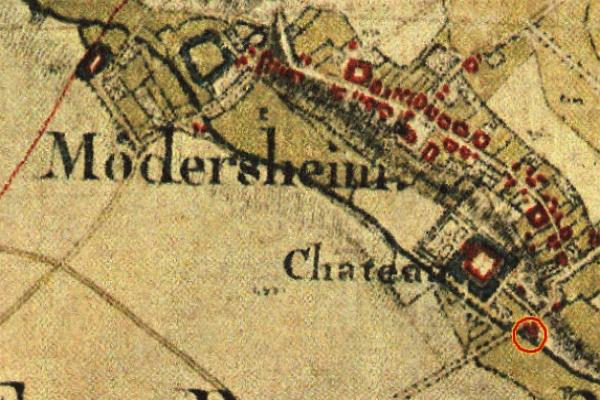
Die Mühle auf der Tranchot-Karte

Die Müddersheimer Ölmühle steht in Müddersheim im Kreis Düren am Neffelbach, nahe bei der Burg Müddersheim, in der Amandusstraße 2/Ecke Bahnhofstraße.
Oberhalb stand die Disternicher Mühle, unterhalb steht die Müddersheimer Mühle. Die Mühle wurde auch als Burgmühle bezeichnet.
Sie ist erstmals 1822 als Ölmühle in Moedersheim erwähnt. Pächter war Wilhelm Mostert zu Müddersheim.
Die Mahlmühle hatte eine Ölpresse und wurde durch ein unterschlächtiges Wasserrad angetrieben.
Die Mühle ist unter Nr. Mud-13 in die Liste der Baudenkmäler in Vettweiß eingetragen. Der Eintragungstext vom 17. Februar 1988 lautet:
„2-geschossiges, traufenständiges Fachwerkwohnhaus, Geschossbauweise; 2 Eingänge an der Traufseite; Sprossenfenster, in OG in originaler Größe, im Giebel verändert; Krüppelwalmdach; zugehörig Wirtschaftsgebäude aus Bruchstein, ohne Denkmalwert.“